# Birgit Jagusch
Birgit Jagusch (* 1976 in Würzburg) ist eine deutsche Sozialwissenschaftlerin. Seit 2017 ist sie Professorin für Soziale Arbeit und Diversität an der Fakultät für Angewandte Sozialwissenschaften der Technischen Hochschule Köln. Ihre Arbeits- und Forschungsschwerpunkte sind unter anderem interkulturelle Jugendbildungsarbeit und Diversität im Kinderschutz.

## Werdegang
Jagusch ist 1976 in Würzburg geboren und absolvierte von 1996 bis 2001 ein Studium der Politologie, Geschichte, Kultur und Kommunikation in Duisburg und Portsmouth. Im Anschluss war sie neun Jahre als Referentin für das Informations- und Dokumentationszentrum für Antirassismusarbeit in Düsseldorf tätig. 2010 promovierte sie an der Universität Siegen mit einer empirischen Studie zur Bedeutung von Vereinen von Jugendlichen mit Migrationshintergrund. Nach ihrer Promotion wechselte sie als wissenschaftliche Mitarbeiterin zum Institut für Sozialpädagogische Forschung in Mainz. Hier untersuchte sie unter anderem die Kindeswohlgefährdung in migrantischen und nichtmigrantischen Familien und legte 2012 die erste datenbasierte Studie zu diesem Thema vor.
An der Hochschule Koblenz, der Universität Mainz und an der Katholischen Hochschule Aachen hatte Birgit Jagusch Lehraufträge inne, bevor sie 2017 als Professorin für Soziale Arbeit und Diversität an die Technische Hochschule Köln berufen wurde. Zusammen mit Christoph Gille publizierte sie 2019 eine Studie zum Einfluss der Neuen Rechten auf die Jugendarbeit in Nordrhein-Westfalen.

## Publikationen

### Als Autorin
- Praxen der Anerkennung : „Das ist unser Geschenk an die Gesellschaft“. Vereine von Jugendlichen mit Migrationshintergrund zwischen Anerkennung und Exklusion. In: (Dissertation, Universität Siegen 2010). Wochenschau-Verlag, Schwalbach/Ts. 2011, ISBN 978-3-89974-687-7.
- mit Christoph Gille: Die Neue Rechte in der Sozialen Arbeit in NRW. Exemplarische Analysen. Hrsg.: Lynn Berg, Andreas Zick (= Rechtspopulismus, soziale Frage & Demokratie. Nr. 03). 29. November 2019 (fgw-nrw.de [PDF]).

### Als Herausgeberin
- Migrationssensibler Kinderschutz: ein Werkbuch (= Internationale Gesellschaft für Erzieherische Hilfen [Hrsg.]: Grundsatzfragen. Nr. 49). Walhalla-Fachverlag, Regensburg 2012, ISBN 978-3-925146-84-8.
- mit Yasmine Chehata (Hrsg.): Empowerment und Powersharing: Ankerpunkte - Positionierungen - Arenen (= Diversität in der Sozialen Arbeit). 1. Auflage. Beltz Juventa, Weinheim/Basel 2020, ISBN 978-3-7799-6217-5.
- mit Schahrzad Farrokhzad (Hrsg.): Extrem rechte und rassistische Gewalt: Auswirkungen - Bewältigungsstrategien - Konsequenzen. Juventa Verlag, Weinheim, 2024. ISBN 978-3-7799-7778-0

## Auszeichnungen
- 2012: Deutscher Kinder- und Jugendhilfepreis, Kategorie Theorie und Wissenschaft[8]